# Antimon
Antimón je kemijski element, ki ima v periodnem sistemu simbol Sb (iz latinskega Stibium) in atomsko število 51. Ta polkovina ima štiri alotropne oblike. Najstabilnejša oblika antimona je modro-bela kovina. Rumeni in črni antimon sta nestabilni nekovini. Uporablja se v požarni izolaciji, barvilih, keramiki, enamelih, številnih zlitinah in gumi. Je negorljiv material, zato ga uporabljajo za obleke gasilcev.